# Café Majestic

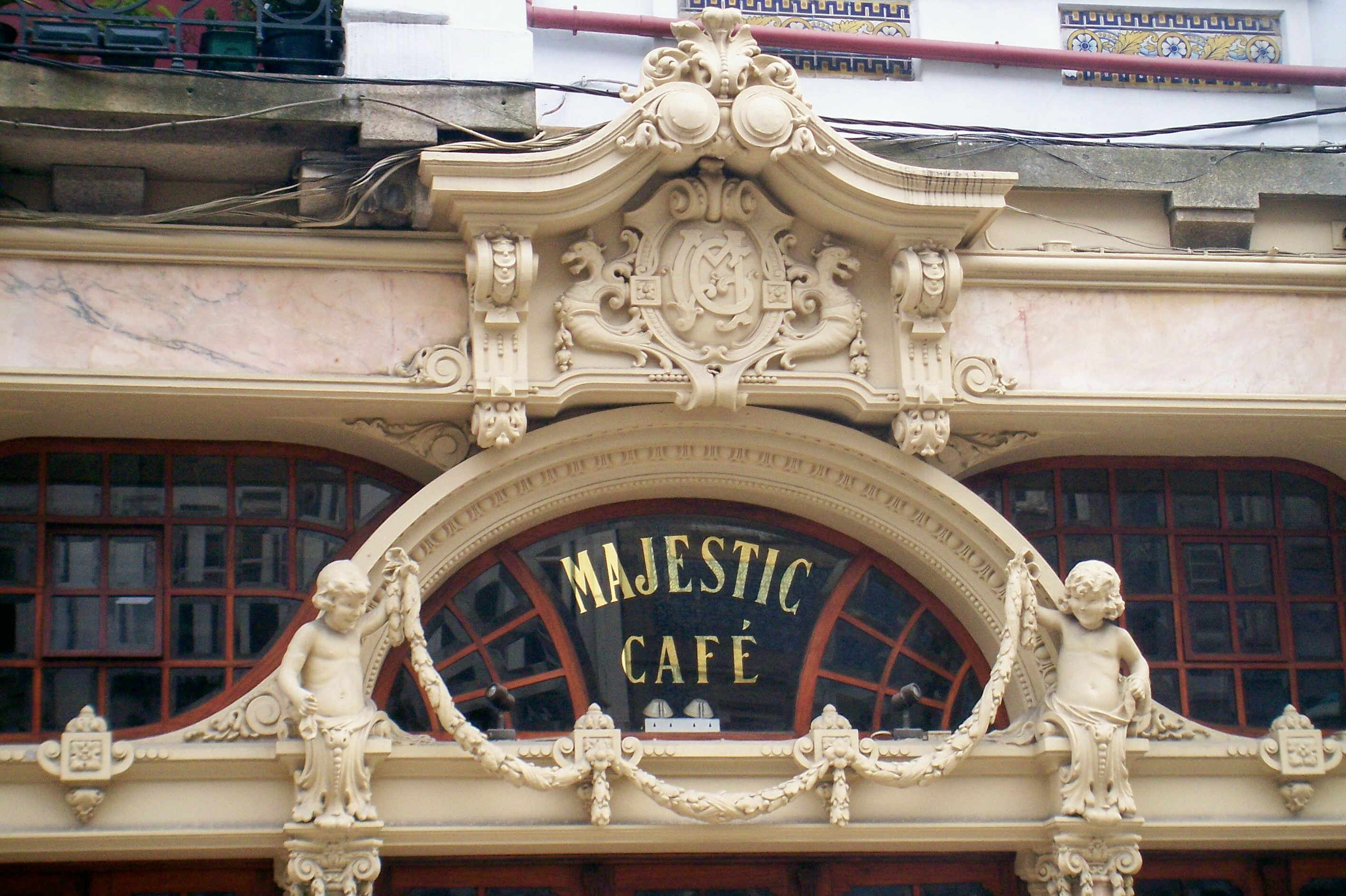
Detalle de la fachada del Café Majestic, en Oporto.

El Majestic es un café histórico situado en la Rua de Santa Catarina, en la ciudad de Oporto, en Portugal.
Su relevancia proviene tanto del ambiente cultural que lo envuelve, en particular la tradición del café de tertulia, donde se encontraban varias personalidades de la vida cultural y artística de la ciudad; así como también de su estilo arquitectónico modernista. En 2011, fue considerado el sexto café más hermoso del mundo.

## Historia
Inaugurado el 17 de diciembre de 1921, con el nombre de "Elite", el café, situado en el n.º 112 de la Rua de Santa Catarina, estuvo desde un principio asociado con cierta frecuencia a las personas distinguidas de la época. Uno de quienes estuvieron presentes en la inauguración fue el piloto aviador Gago Coutinho, que acababa de llegar de un viaje a la isla de la Madera, y que quedó encantado con el esplendor de la decoración art nouveau.
Al año siguiente, el nombre cambiaría a Majestic, sugiriendo el estilo chic parisino, más acorde a la clientela que pretendía atraer y muy apreciado en la época.
Participaron en el café nombres como Teixeira de Pascoaes, José Régio, António Nobre, el filósofo Leonardo Coimbra. Más tarde se convertiría en lugar habitual para los estudiantes y profesores de la Escuela de Bellas Artes de Oporto.
Otra de las conocidas tertulias que animó estuvo constituida por el escultor José Rodrigues y los pintores Armando Alves, Ângelo de Sousa y Jorge Pino. Este grupo adoptaría debido a la calificación final del curso, el irónico nombre de "Los cuatro veintes", y se mantendría unido en una serie de exposiciones en Oporto, Madrid y en París en el período de1968-1971.
En los últimos años, entre muchas otras figuras que no han dejado de visitar y firmar el libro de honor se encuentran los presidentes Mário Soares, Jorge Sampaio, Jacques Chirac y Cavaco Silva. Hoy en día sigue siendo animado con recitales de poesía, conciertos de piano, exposiciones de pintura, presentaciones de libros y grabaciones de algunas escenas para películas nacionales o extranjeras. Una de las ceremonias de despedida de Macao, al final del período de administración portuguesa, tuvo lugar en el Café Majestic con la presencia del Embajador de China en España.
En la biografía de J. K. Rowling escrita por Sean Smith, se dice que la escritora pasaba mucho tiempo en el Café Majestic trabajando en el primer libro "Harry Potter y la Piedra Filosofal" (a pesar de que la escritora dejó Oporto en 1994 y el libro fue publicado en 1997).

## Estilo arquitectónico

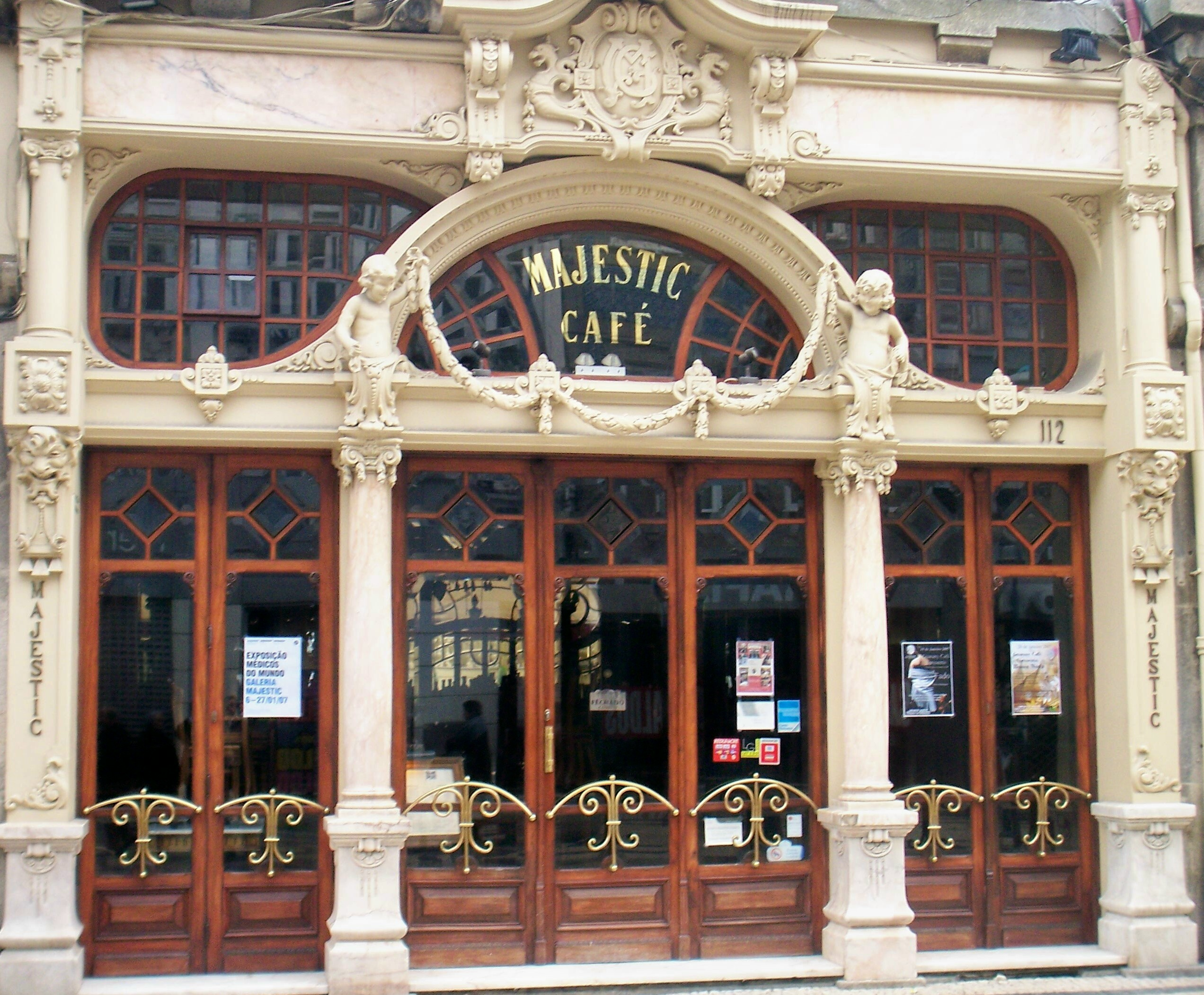
Fachada principal del Café Majestic.

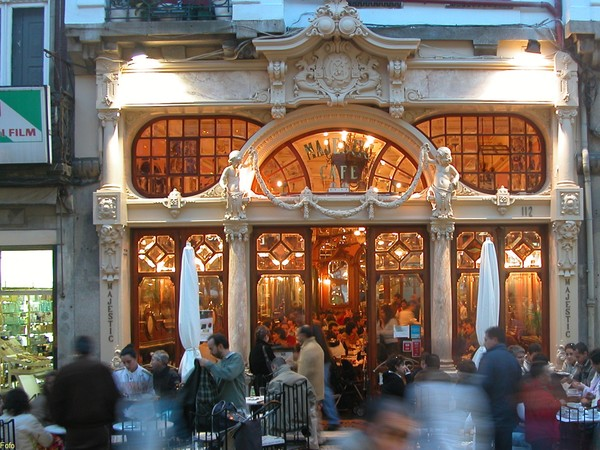
El Exterior del Majestic al atardecer.

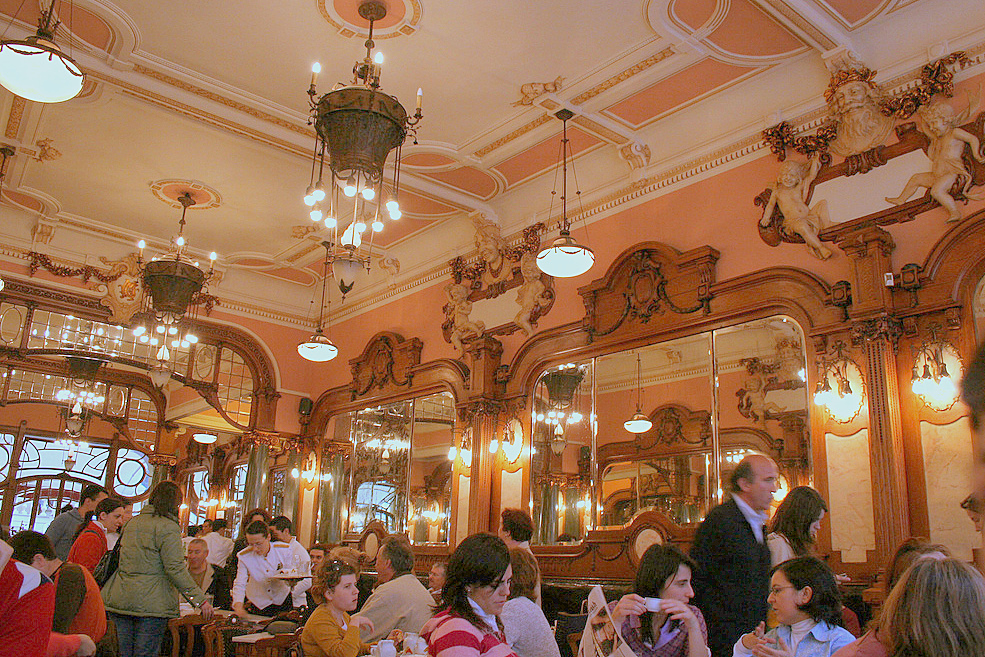
El Interior del Majestic.

El Café Majestic de polilla fue proyectado por el arquitecto Joao Queirós, inspirado en la obra del maestro Marques da Silva. Permanece aún hoy como uno de los más bellos y representativos ejemplos del estilo Art nouveau en la ciudad de Oporto. El edificio, construido en 1916 en el ángulo formado por las calles de Santa Catarina y Passos Manuel, preveía en la memoria descriptiva de su reconstrucción, la existencia de "establecimientos que dan a la calle peatonal."
La imponente fachada de mármol, adornada con motivos vegetales de formas sinuosas, refleja el buen estilo decorativo de altura. Un trío de elegantes columnas marca la fachada, limitada por una sección rectangular, intercalada por el vidrio. En la parte superior un frontón corona la composición con las iniciales del Majestic. Lo flanquean dos representaciones de niños que, divertidos, invitan al transeúnte a entrar.
Dentro del establecimiento, de planta rectangular, reina el lenguaje del Art nouveau. La simetría curvilínea de las molduras en madera y los detalles decorativos llaman la atención. Grandes espejos rayados por su antigüedad, intercalados por lámparas de metal forjado, delimitan las paredes en un inteligente juego óptico de amplitud, lo que le da una dimensión mayor que la real.
Esculturas en estuco, que representan rostros humanos, figuras desnudas y florones, confirman el gusto ondulado y sensual, mientras que dos filas de asientos en cuero grabado, en sustitución de los originales en terciopelo rojo, crean, en términos de perspectiva, una sensación de profundidad y elegante calidez.
El recorte sinuoso de los marcos de la espelharia, la luminosidad de las lámparas, detalles en mármol y los bustos sonrientes que se extienden por las paredes hasta el techo, le dan aspecto dorado y cómodo que incita al descanso y la charla amena. El Café Majestic emana una atmósfera de lujo, elegancia y bienestar.
El patio interior, construido en 1925, es un rincón de contornos delicados, con escalera y barandilla de pequeñas dimensiones, planteado como si de un jardín de Invierno se tratase. Bajo la dirección del maestro Pedro Mendes da Silva, este espacio simboliza una nueva era del Café Majestic. La construcción del bar y su conexión con el café por medio de una escalinata, ha permitido abrir un nuevo acceso a la rua Passos Manuel, "...donde será puesto a la venta de vino de Oporto. Para ello, se eligió el estilo regional de nuestra arquitectura, no sólo para la construcción del bar, pero también para el sellado del muro."
La nueva fachada fue posteriormente ideada y ejecutada siguiendo los moldes diferentes de los adoptados para el interior. Si este es al gusto internacional, el nuevo espacio, sin llegar a ser renegado, presenta un estilo más rústico, manifestando el que más tarde Raul Lino designó para la casa portuguesa.
Ese mismo año el Majestic cumple singularmente la función plural de satisfacer todos los deseos de la clientela. Se vuelve a llamar al arquitecto Juan Quirós, esta vez para abrir una modesta pero graciosa ventana en el muro reformado, orientado hacia la rua Passos Manuel, donde pasará a vender tabaco y rapé a la población. Un año después, en 1926, el espacio se amplía y es cedido a la explotación de la empresa Tinoco & Hermanos, construyendo una "pequeña cabina (...) para servir de estanco."
Auspicios de nuevos tiempos y hábitos surgieron en 1927, a través de la ampliación del bar con vistas al "servicio y suministro de cerveza en la terraza de allí ya existente".
El espacio, por lo tanto, sufre una evolución. De una formulación más depurada y arquitectónica a la entrada, motivada por las raíces de Bellas Artes del arquitecto, al acercarnos al jardín pasamos a un decorativismo colmatador de las estructuras arquitectónicas, terminando en el portal jónico de conexión con el exterior, con gran volutas transparentes y sensuales, típicamente de estilo Art Nouveau, insinuando las esculturas femeninas que vislumbramos en el exterior. Este, verde y luminoso, sirve en la actualidad para la dinamización de conciertos durante el verano, por lo que se ha convertido en el tercer centro cultural del Majestic, a rivalizar con el piano de cola en el interior y con las numerosas exposiciones de pintura a suceder en la planta inferior, una vez votado al partido de billar.
Bajo la égida de los Barrias, el Café fue cerrado para la ejecución de un proyecto de remodelación. En 1994, después de la sustitución del pavimento interior, de la reposición del mobiliario original y de diseño de un nuevo servicio, el Majestic fue reabierto, devolviéndosele finalmente, una merecida notoriedad.

## Presente
A partir de la década de 1960, la transformación del ritmo de vida de la sociedad provocó el declive de este tipo de establecimientos y el Majestic no escapó a esa suerte sino hasta los primeros años de la década de los ochenta.
Sin embargo, su belleza original y su significado en la ciudad de Oporto, le valieron la clasificación en 24 de enero de 1983 de bien de Interés Público y "patrimonio cultural" de la ciudad, lo que permitió que se iniciara un proceso de recuperación que, a pesar de lo largo, permitió la reapertura del café en julio de 1994 con todo su antiguo esplendor, invitando a revivir la fascinante Belle Époque.
En su sótano se ha creado una galería de arte destinada a pequeñas conferencias o exposiciones.